# Balak (parasha)
Pour les articles homonymes, voir Balak (homonymie).
Balak ou Balaq (בלק — nom de l'un des principaux antagonistes de la parasha, Balak ben Tzippor, le second mot, et premier distinctif de la parasha) est la 40e section hebdomadaire du cycle annuel de lecture de la Torah et la septième du Livre des Nombres.
Elle correspond à Nombres 22:2–25:9. Les Juifs de la Diaspora la lisent généralement en fin juin ou en juillet.
Le calendrier juif luni-solaire comprend jusqu'à 54 semaines, le nombre exact variant selon les années, "pleines" ou "défectives". Dans les années avec plus de semaines (par exemple, 2007, 2008, 2010, 2011, 2012, 2013, 2014 et 2015), la parashat Balak est lue indépendamment. Dans les années avec moins de semaines (par exemple, 2006 et 2009), la lecture de la Torah combine cette parasha et la précédente, Houkat, afin d'atteindre le nombre de lectures hebdomadaires requis.

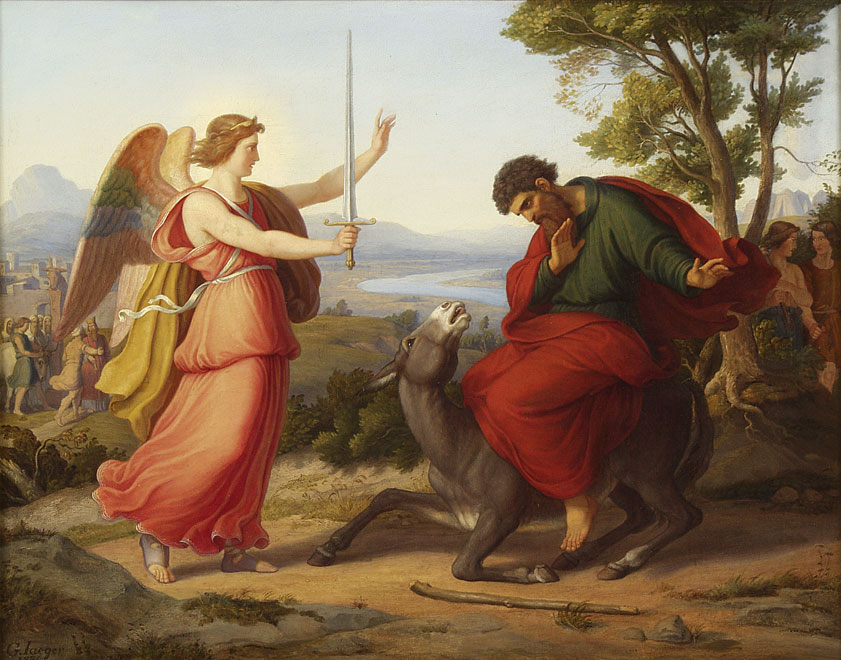
Bil'am et l'Ange (tableau de Gustav Jaeger)

## Résumé
Balaq ben Tzippor, roi de Moab, convoque Bil'am, un Gentil capable de voir des visions de Shaddaï afin qu'il maudisse Israël. Celui-ci accepte, mais Dieu lui fait savoir, par l'intermédiaire de son ânesse, qu'Il S'oppose à ses desseins, et le contraint à bénir Israël. Bil'am et Balaq tentent tout de même, en vain, de se concilier les faveurs de Dieu avec des sacrifices. Les trois tentatives de Bil'am de maudire les enfants d'Israël se transforment en bénédictions, au grand dam de Balaq qui congédie le prophète. Avant de s'en retourner chez lui, Bil'am délivre à Balaq une vision de la fin des temps.
Les femmes étrangères poussent les enfants d'Israël à l'idolâtrie, et la peste frappe le camp israélite. Zimri, un prince de la tribu de Simon, couche publiquement avec une Midianite; Pin'has ben Eleazar ben Aaron, transperce le couple de sa lance, ce qui arrête l'épidémie.

### Divisions de la parasha lors de la lecture complète
La lecture de la parasha à la synagogue le sabbath est traditionnellement divisée en sept sections, pour lesquelles un membre différent de la congrégation est appelé à lire. La première lecture, le rishon, échoit traditionnellement à un cohen, la seconde, appelée sheni, à un levi, les suivantes à un israël (ni cohen ni levi). La septième section comporte une sous-section, le maftir, qui est lu par la personne qui lira ensuite la haftara.
Les sections de la parashat Balak sont:
- rishon:
- sheni:
- shlishi:
- revi'i:
- hamishi:
- shishi:
- shevi'i:
  - maftir:

### Divisions de la parasha lors de la lecture abrégée
Une lecture publique de la parasha fut instaurée par Ezra le Scribe le lundi et le jeudi à la synagogue. Cette lecture, sensiblement plus courte, ne comprend que trois sections, la première réservée au cohen, la seconde au levi, la troisième à un israël
- Section du cohen: Bemidbar[4]
- Section du levi: Bemidbar[4]
- Section de l'israël: Bemidbar[4]

### Maqam
Un maqam est un système de modes musicaux utilisé dans la musique arabe mélodique classique. Les juifs originaires des pays orientaux (Afrique du Nord, Syrie) s'en sont inspirés, et adaptent la mélodie de la liturgie du Shabbat en fonction du contenu de la parasha de cette semaine. Ils emploient 10 maqam différents, possédant chacun son usage propre.
Le maqam utilisé lors du sabbath au cours duquel on lit la parashat Balak est le Maqam Mahour, symbolisant la frustration de Bil'am de voir les malédictions sans cesse contrecarrées.

## Commandements
La Torah comporte, selon la tradition rabbinique, 613 prescriptions. Différents sages ont tenté d'en établir un relevé dans le texte biblique.
Selon deux de ces computs les plus célèbres, le Sefer Hamitzvot de Moïse Maïmonide et le Sefer HaHinoukh, la parashat Balak ne comporte aucune prescription.

## Haftara
La haftara est une portion des livres des Neviim ("Les Prophètes") qui est lue publiquement à la synagogue après la lecture de la Torah. Elle présente généralement un lien thématique avec la parasha qui l'a précédée.
La haftara de la parashat Balak est Michée 5:6–6:8.
Lorsque la parashat Balak est combinée avec la parashat 'Houkat, la haftara demeure celle de la parashat Balak.